# 名古屋市立有松中学校
名古屋市立有松中学校（なごやしりつ ありまつちゅうがっこう）は、名古屋市緑区有松町大字桶狭間にある公立中学校。2022年（令和4年）度の全校生徒数は1020人で、名古屋市の公立中学校では最も多く、唯一生徒数が1000人を超えるマンモス校である。

## 校訓・教育目標

### 校訓
生徒からの募集により昭和23年11月3日制定
- 自由　責任
- 親愛　協同
- 勤勉　努力

### 教育目標
- 自ら考え、判断し、行動できる生徒
- 多様な集団の中で、協働できる生徒
- 自ら課題を見付け、主体的に探究できる生徒
- 仲間のよさに気付き、互いのよさを認め合いながら高め合える生徒

## 歴史

### 沿革
- 1947年（昭和22年) - 愛知県知多郡有松町立有松中学校として設立される[WEB 1]。
- 1948年（昭和23年） - 校章が制定される[WEB 1]。
- 1951年（昭和26年） - 校歌が制定される[WEB 1]。
- 1964年（昭和39年） - 合併に伴い、名古屋市立有松中学校となる[WEB 1]。
- 1966年（昭和41年） - 体育館を「有心館」と命名する[WEB 1]。
- 1983年（昭和58年） - 校内に有松地域スポーツセンターが設置される[WEB 1]。

### 生徒数の変遷
『愛知県小中学校誌』（1998年）によると、児童数の変遷は以下の通りである。
| 1947年（昭和22年） | 121人  |  |
| 1957年（昭和32年） | 295人  |  |
| 1967年（昭和42年） | 313人  |  |
| 1977年（昭和52年） | 630人  |  |
| 1987年（昭和62年） | 1148人 |  |
| 1997年（平成9年）  | 630人  |  |

## 校歌
- 吉田勉作詞／松井辰三郎作曲

## 年間行事予定
- 4月 - 入学式　始業式
- 5月 - 中間テスト
- 6月 - 期末テスト
- 7・8月 - 終業式
- 9月 - 始業式　体育大会
- 10月 - 中間テスト
- 11月 - 有中祭　期末テスト
- 12月 - 終業式
- 1月 - 始業式　3年総合テスト
- 2月 - 1,2年学年末テスト
- 3月 - 卒業式　修了式

## 部活動
- 野球部（男）[WEB 5]
- サッカー部（男）[WEB 5]
- ハンドボール部（女）[WEB 5]
- ハンドボール部（男）(2023年度新設)　[WEB 5]
- ソフトテニス部（女)[WEB 5]
- バスケットボール部（男）[WEB 5]
- バスケットボール部（女)[WEB 5]
- 卓球部[WEB 5]
- 陸上部[WEB 5]
- 水泳部[WEB 5]（2023年度廃部）[要出典]
- 美術部[WEB 5]
- 書道部[WEB 5]
- 園芸部[WEB 5]
- 吹奏楽部[WEB 5]
- 科学技術部[WEB 5]＜パソコン部、プログラミング部＞（2025年度廃部予定）[要出典]

## 通学区域
- 名古屋市立有松小学校学区[WEB 6]
- 名古屋市立桶狭間小学校学区[WEB 6]
- 名古屋市立南陵小学校学区[WEB 6]

## 交通
- 名古屋鉄道名鉄名古屋本線有松駅より南へ700m[WEB 2]
- 名古屋市営バス鳴子13号系統・有松12号系統・高速1号系統・緑巡回系統有松小学校停留所・高根停留所下車[WEB 2]
- 名古屋第二環状自動車道有松インターチェンジより国道1号を東へ500m「有松交番前」交差点を南へ50m[WEB 2]

## 著名な卒業生
- 川瀬莉子（女優）

### WEB
1. 1 2 3 4 5 6 7  “沿革”.   名古屋市立有松中学校. 2015年11月8日閲覧。
2. 1 2 3 4  “学校概要”.   名古屋市立有松中学校. 2015年11月8日閲覧。
3. ↑  “有松中学校 - 名古屋市教育センター”. www.nagoya-c.ed.jp. 2022年8月30日閲覧。
4. ↑  “名古屋市:教育調査統計（市政情報）”. www.city.nagoya.jp.   名古屋市. 2022年8月30日閲覧。
5. 1 2 3 4 5 6 7 8 9 10 11 12 13 14 15  “R2年度部活動”.   名古屋市立有松中学校. 2022年12月28日閲覧。
6. 1 2 3  名古屋市教育委員会事務局子ども応援委員会制度担当部学校計画室計画係 (2015年4月1日). “名古屋市立中学校区一覧（小→中）” (PDF).   名古屋市. 2015年11月8日閲覧。

### 書籍
1. ↑  六三制教育五十周年記念愛知県小中学校誌編集委員会 1998, p. 386.